# محمد بن يوسف أطفيش
محمد بن يوسف أطَّفَيِّش (1820 - 20 مارس 1914)، عالم مسلم جزائري ومن الأئمة الإباضية ومن رجال النهضة الإصلاحية في الجزائر، ولد في بني يزقن بمدينة غرداية. برز في الفقه والأدب واللغة والتفسير. وحفظ القرآن واستظهره وهو ابن ثماني سنين، ثم أخذ عن علماء بلده حتى نبغ واشتهر وسافر إلى الديار المقدسة مرتين وكان يؤلف وهو في السفينة.
عرف بعدائه الشديد للاستعمار الفرنسي وحبه للعالم الإسلامي وغيرته عليه، وكان له أثر بارز في قضية بلاده السياسية ونهضتها الإصلاحية. عكف على التدريس والتصنيف والوعظ والإرشاد إلى أن توفي في مسقط رأسه عن ستة وتسعين عامًا، وقامت شهرته في الفقه الإباضي على كتابه (شرح النيل وشفاء العليل).

## حياته
هو محمد بن يوسف بن عيسى بن صالح بن إسماعيل أطفيش، وينتهي نسبه إلى عمر بن حفص الهنتاتي جد العائلة الحفصية المالكة - سابقاً - في تونس، كنيته القطب ولد سنة 1236 هـ/ 1820 م في بني يزقن بمدينة غرداية ولما بلغ الخامسة من عمره أدخلته أمه في كتاب المسجد ليحفظ القرآن ولم تمر ثلاث سنوات حتى حفظ القرآن الكريم ونبغ، ولما وصل العشرين من عمره اشتهر في وادي ميزاب والجزائر، ثم فتح دارا للتدريس فأفرغ كل جهده في التأليف والإصلاح.
سافر إلى الديار المقدسة مرتين، وكان يولف وهو في السفينة. من تلامذته بابكر بن الحاج مسعود، صالح بن عمر، صالح بن يحي بن الحاج سليمان، أبو إسحاق إبراهيم بن محمد أطفيش، أبو اليقظان.
أصدر ثماني جرائد عربية إسلامية وعرف بعدائه الشديد للاستعمار وحبه للعالم الإسلامي وغيرته عليه. وكان له أثر بارز في قضية بلاده السياسية ونهضتها الإصلاحية. وأسس مجلة الأسد الإسلامي في القاهرة. عكف على التدريس والتصنيف والوعظ والإرشاد.

## وفاته
اعتلت صحته بمرض الحمى التي جعلته طريح الفراش لمدة ثمانية أيام كاملة فتوفي في مسقط رأسه  في 23 ربيع الثاني 1332 هـ/ 20 مارس 1914 م عن عمر يناهز ستة وتسعين عامًا.

## حياته الشخصية
والده الحاج يوسف يعد من الشخصيات البارزة في وادي ميزاب، أما والدته فهي مامّا ستّي بنت الحاج سعيد بن عدون، من عائلة آل‌ يدر وتعد من العالمات. توفي والده ولم يكن قد بلغ خمس سنوات.

## مؤلفاته
له أكثر من ثلاثمائة كتاب، تتنوع بين التفسير والفقه وأصوله والتوحيد وعلم الكلام والفلسفة والتاريخ والسير والفلك والحساب والأدب، منها:
- هميان الزاد ليوم المعاد، في ستة أجزاء، في التفسير.
- داعي العمل ليوم الأمل، في أربعة أجزاء، فسّر فيه القرآن من سورة الرحمن إلى سورة الناس.
- شرح النيل وشفاء العليل
- سلم الاستقامة في الفقه
- سليمان باشا الباروني
- ملحق السير للشماخي
- ديوان شعر

## وصلات خارجية
- التعريف بكتاب شرح النيل وشفاء العليل ومؤلفه الشيخ محمد بن يوسف إطفيش. للشيخ طالب السعدي على يوتيوب.